# Panetone

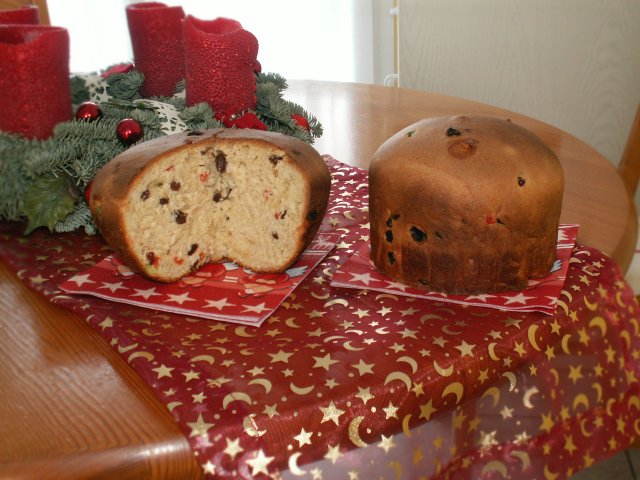
Panetone, provavelmente em sua versão piemontesa

O panetone é um alimento tradicional da época de Natal, de origem milanesa, região a noroeste da Itália. Várias lendas tentam explicar a sua origem. O pão doce ou bolo de natal possui fragrância discreta de baunilha e recheio de frutas secas, tais como  damasco, mamão, laranja, limão, maçã, cidra e a uva passa.
Apesar de geralmente ser associado à cultura milanesa, tendo a forma alta e mais fina, há também o panetone piemontês, diferente apenas por ser mais largo e redondo.

## Produção
Durante sua fabricação a massa passa por um processo de fermentação natural que busca garantir que o panetone fique com uma consistência macia. Com o tempo a receita sofreu diversas inovações, e aprimorada deu origem a versões como Chocotone, Sorvetone e Colomba Pascal, variações mais conhecidas da receita.

## Informações nutricionais

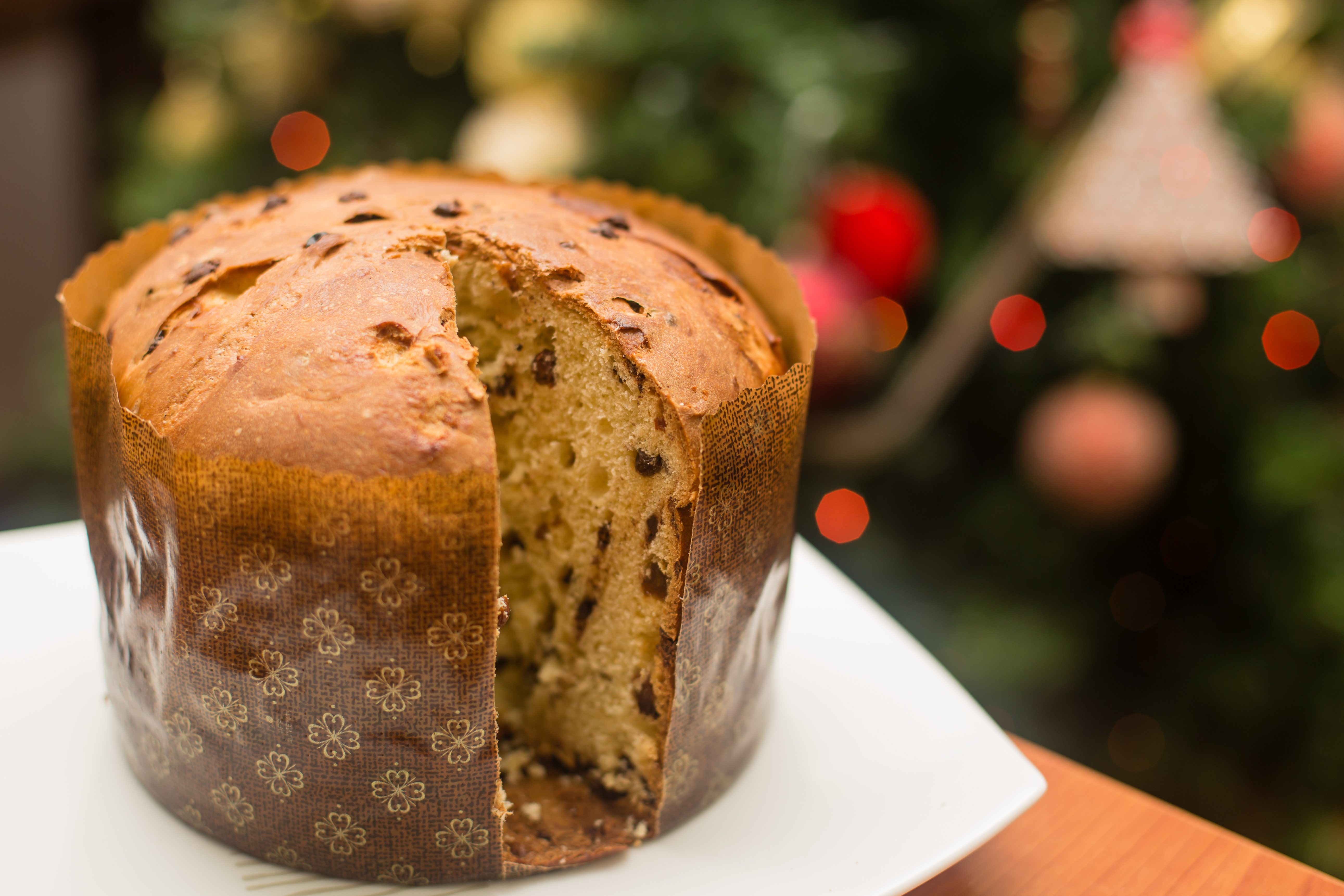
Panetone tradicional

O produto final é rico em carboidrato e possui grande quantidade de calorias: uma fatia de 80 gramas do panetone da marca Nestlé, por exemplo, possui cerca de 280 Kcal (ou 1171,52 kJ).

## Etimologia
A palavra panetone (do italiano panettone) tem sua origem no vocábulo milanês panatón ou panattón, de origem e significados controversos. Por outro lado, pode-se deduzir que a origem do termo panettone se deva à contração entre o diminutivo da palavra "pão" (do italiano panetto) com o superlativo da mesma palavra (do italiano panone), isto é, panetto + panone = panettone, o que em português se assemelharia ao neologismo "pãozinhão".